# Muhammad Shah (Brunei)
Muhammad Shah (auch: Awang Alak Betatar, Paduka Sultan Muhammad Shah) war nach der offiziellen Geschichte Bruneis der Begründer des Sultanats Brunei und auch der erste Sultan, wahrscheinlich von 1368 bis 1402. Seine Genealogie ist unklar und Gegenstand mehrerer historischer Quellen und Legenden.

## Leben
Über die Jugend von Muhammad Shah ist nichts bekannt. Erst durch die Gründung des Sultanats von Brunei durch Muhammad Shah wird er geschichtlich greifbar. Nach den Quellen hatte er die Hilfe seiner Brüder Awang Pateh Berbai (Ahmad, der dritte Sultan von Brunei) und Awang Semaun. Er herrschte von 1368 bis zu seinem Tod 1402. Zunächst führte er den Titel Raja Awang Alak Betatar bis Anfang der 1360er, als er zum Islam konvertierte um die Tochter des Königs von Temasik (an der Stelle des heutigen Singapur, damals „Johor“) zu heiraten.
Es ist nicht sicher, wen Muhammad Shah heiratete, aber es gibt Berichte, dass es entweder die Tochter von Iskandar Shah, oder die Tochter von Sang Nila Utama war, beide aus dem Haus Sang Sapurba.
Muhammad Shah sandte 1371 eine Expedition nach China; im Ming Shi (明史, 325), der zeitgenössischen chinesischen Chronik, wird angegeben, dass der König von Brunei 1370 ein „Ma-ho-mo-sa“ war. Bruneiische Historiker nehmen dies als Referenz für „Muhammad Shah“. Eine andere Lesart wäre „Mahmud Shah“. Außerdem könnte „Ma-ho-mo-sa“ auch als „Maha Moksha“ (Große Ewigkeit) interpretiert werden, einen buddhistischen Namen; dies würde damit übereinstimmen, das in den chinesischen Aufzeichnungen der Nachfolger ebenfalls einen buddhistischen Namen führte.
Muhammad Shah starb 1402. Die Regierung übernahm zunächst Abdul Majid Hassan. Erst 1408 wurde Ahmad Sultan.

## Familie
Seine Tochter, Prinzessin Ratna Dewi, heiratete nach der Überlieferung einen chinesischen Einwanderer mit Namen Huang Senping (Ong Sum Ping), der einen Handelsposten bei Mumiang am Kinabatangan-Fluss gegründet haben soll. Daraufhin erhielt er den Titel eines Pengiran Maharaja Lela und wurde gewählter Chief von Kinabatangan.
Es gibt Hinweise darauf, dass es bereits vor dieser Zeit islamische Einflüsse im Gebiet von Brunei gab, jedoch auch Hinweise darauf, dass es eine vor-islamische Dynastie im Gebiet gegeben hat.